# 晋祠庙
36°52′21″N 111°52′45″E / 36.87250°N 111.87917°E
晋祠庙位于中国山西省灵石县马和乡马和村，2006年被列为第六批全国重点文物保护单位。
晋祠庙始建于元至正年间，明清多次修葺。庙坐北朝南，占地1374平方米，中轴线上正殿、献殿和戏台，两侧有钟鼓楼和偏殿，其中正殿和献殿为元代建筑，余为明清所建。正殿建于元至正三年（1343年），面阔三间，进深四椽，前檐设廊，悬山顶，梁架结构为四椽栿对后乳栿用三柱。献殿平面呈正方形，单檐歇山顶。
- 山门和钟鼓楼，左侧远处为正殿、献殿
- 山门内侧戏台
- 献殿
- 献殿
- 献殿斗拱
- 正殿
- 东配殿
- 钟鼓楼